# Счётные деньги
Счётные деньги — термин, характеризующий денежные единицы в качестве общепризнанной меры стоимости товаров и услуг величины долговых обязательств, курсов ценных бумаг и так далее. Счётные деньги представляют собой некий общий знаменатель, посредством которого выражается соотношение цен товаров и услуг между собой. Счётные деньги — это некая идеальная денежная единица, бытие которой основывается её связи с денежной массой и товарным обращением. Счётные деньги, как мера стоимости, противопоставляются реальным деньгам, как средству обращения. В безналичных расчётах деньги выступают в качестве счётных денег.
Обычно счётными деньгами служат национальные денежные единицы (рубли, доллары, евро и т.п), но в истории известны случаи, когда в качестве счётных денег использовались товары либо деньги, расчёт затрат посредством которых производился лишь мысленно или с помощью записей на банковских счетах (скот в Древней Греции, банковский флорин Амстердамского банка в XVII веке, гинея в Великобритании с 1816 года и другие).
Счётные деньги появились в процессе обособления различных денежных функций. Названия ряда национальных денежных ранее соответствовали весу благородного металла, из которого состояли монеты (например английский фунт стерлингов был фунтом серебра). С развитием денежного обращения содержание благородных металлов в монетах уменьшалось (например, из-за истирания монет в обращении), при этом весовое название сохранялось. Относительную независимость и функциональную самостоятельность счётные деньги стали приобретать после того, как денежные единицы из золота и серебра, стали приобретать форму банковских билетов и бумажных денег различных государств. В итоге металлические деньги были практически вытеснены из обращения.
При развитом товарном производстве стоимость товаров выражается не посредством всеобщего эквивалента, а в идеальных счётных деньгах, обеспеченных определённым количеством золота. Карл Маркс писал: «Деньги как мера стоимости выражены не в весовых долях драгоценного металла, а в счётных деньгах, произвольных названиях соответствующих частей некоторого определенного количества денежной субстанции». Маркс критиковал других экономистов, отрицавших связь счётных денег с физическими свойствами реального денежного материала.
Сфера применения и значение счётных денег возросли с развитием кредитных отношений, ростом объёма безналичных расчётов и появлением электронных денег.